# Gambia Ports Authority Football Club
O Gambia Ports Authority Football Club é um clube de futebol com sede em Banjul, Gâmbia. A equipe compete no Campeonato Gambiano de Futebol.

## História
O clube foi fundado em 1973.

## Títulos
| NACIONAIS | NACIONAIS           | NACIONAIS | NACIONAIS                                |
|           | Competição          | Títulos   | Temporadas                               |
| --------- | ------------------- | --------- | ---------------------------------------- |
| Gâmbia    | Campeonato Gambiano | 06        | 1984 , 1986 , 1999 , 2006 , 2010 , 2016. |
| Gâmbia    | Copa da Gâmbia      | 03        | 1975, 1980, 2007.                        |